# Filipo Bureta
Filipo Bureta (5 marzo 1983) è un calciatore samoano, difensore del Clendon United.

## Carriera

### Club
Ha giocato nel campionato samoano e australiano.

### Nazionale
Ha collezionato 14 presenze con la propria Nazionale.